# Long Beach Boulevard (métro de Los Angeles)
Cet article concerne une station de la ligne verte du métro de Los Angeles. Pour celle de la ligne bleue, voir Downtown Long Beach (métro de Los Angeles). Pour les autres significations, voir Long Beach.
Long Beach Boulevard est une station du métro de Los Angeles desservie par les rames de la ligne C et située dans la ville de Lynwood en Californie.

## Localisation
Station du métro de Los Angeles en surface, Long Beach Boulevard est située sur la ligne C à l'intersection de l'Interstate 105 et de Long Beach Boulevard à Lynwood, ville située au sud-est de Los Angeles.

## Histoire
La station est mise en service le 12 août 1995, lors de l'ouverture de la ligne C.

## Service

### Accueil

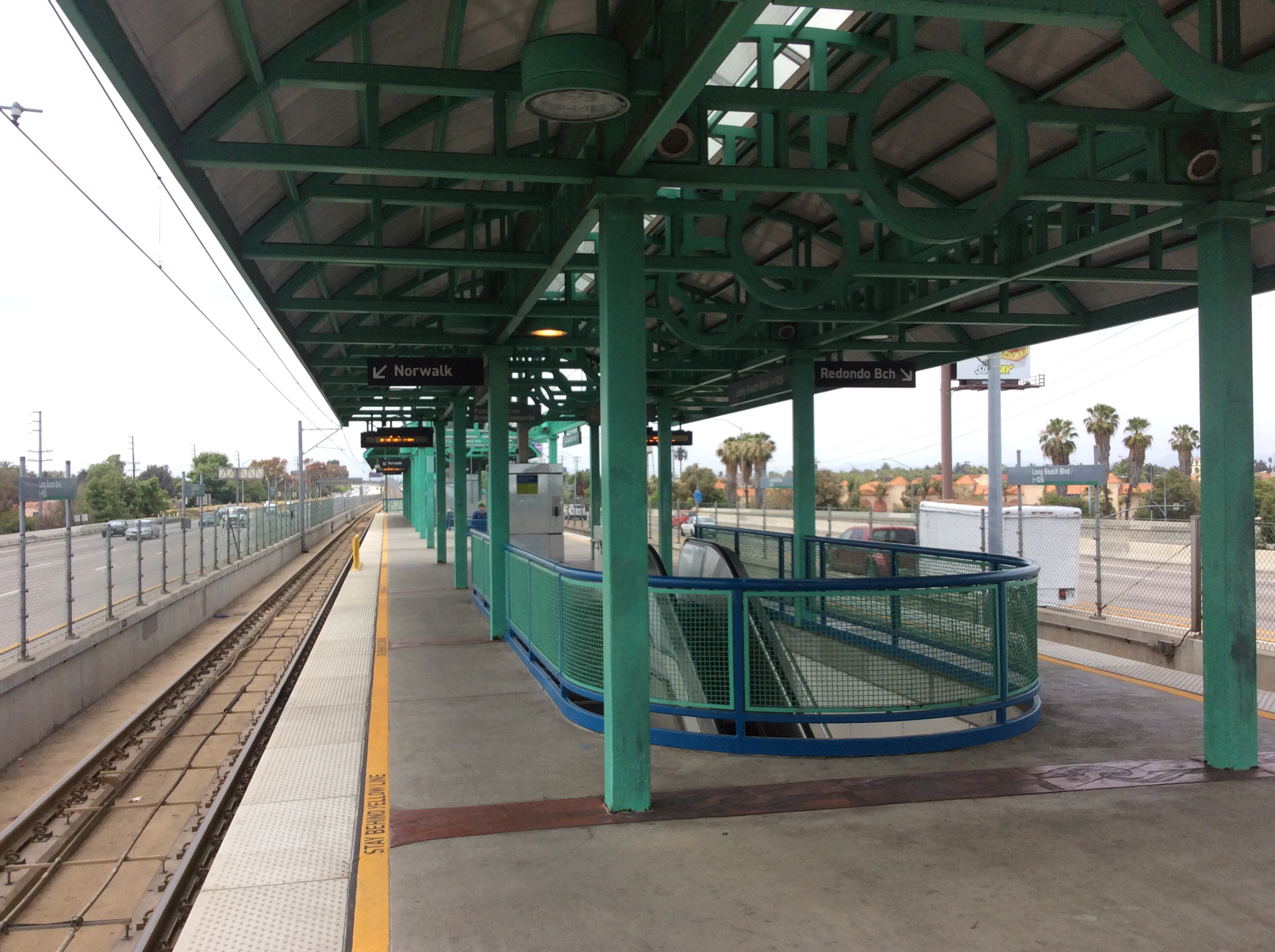
Vue du quai.
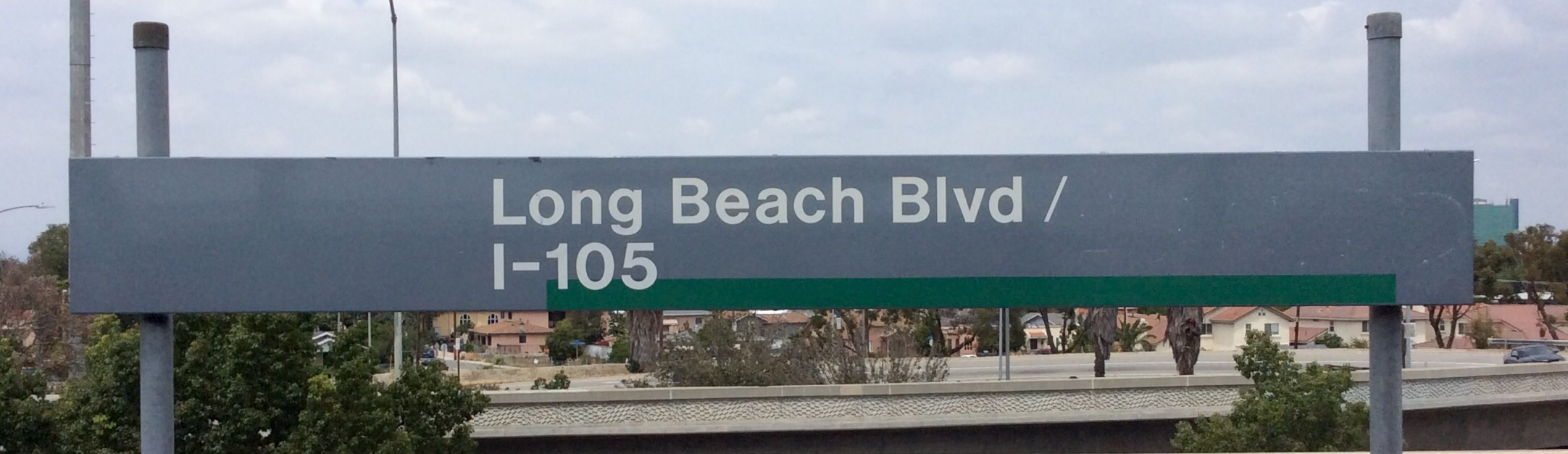
Signalétique.

### Desserte
Long Beach Boulevard est desservie par les rames de la ligne C du métro.

### Intermodalité
La station est desservie par les lignes d'autobus 60, 251 et 760 de Metro.